# Krajobraz kulturowy

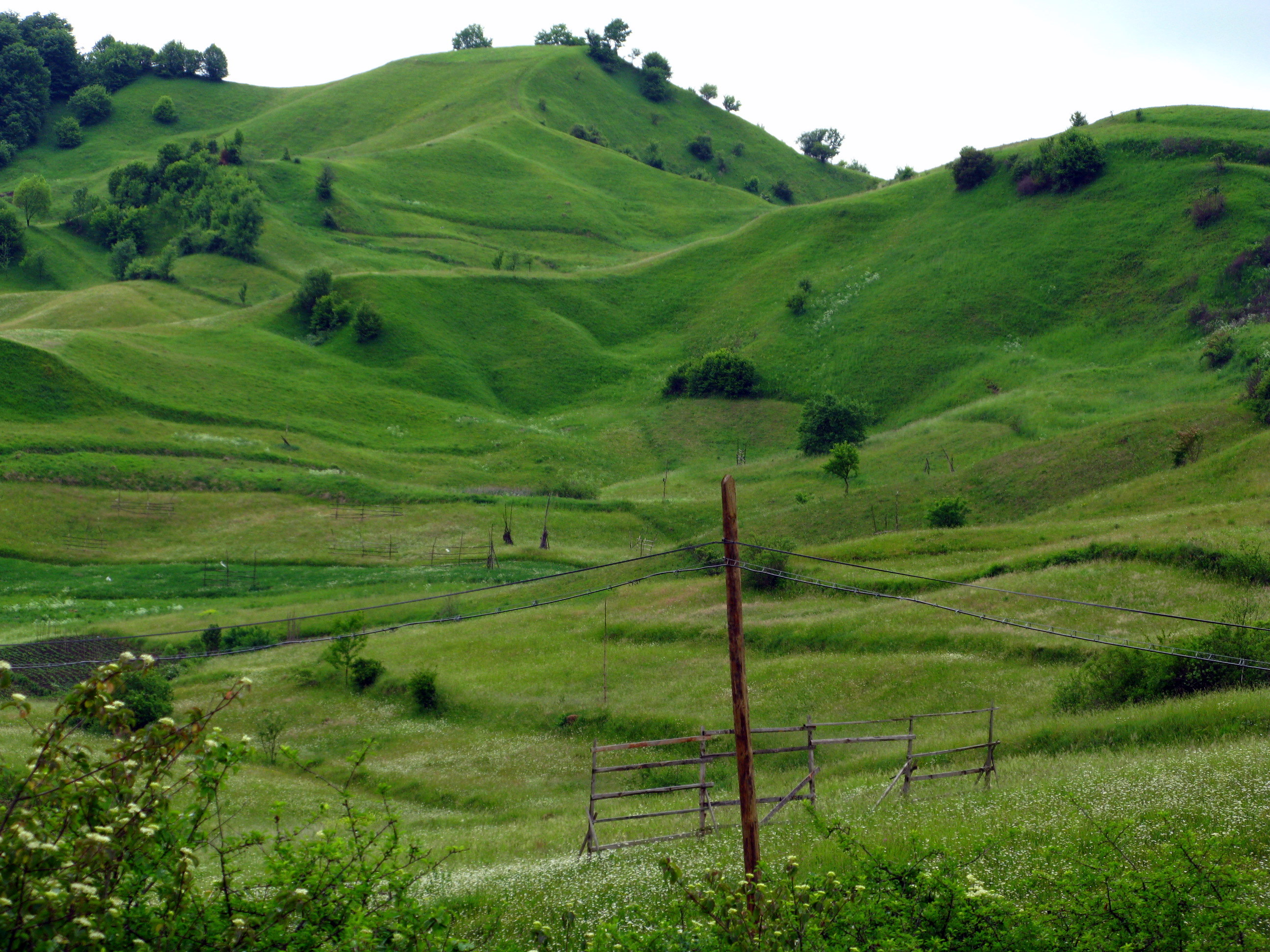
Karpaty na południu Rumunii z widocznymi płotami i słupami stworzonymi przez człowieka

Krajobraz kulturowy – przestrzeń historycznie ukształtowana w wyniku działalności człowieka, zawierająca wytwory cywilizacji oraz elementy przyrodnicze.
Krajobraz kulturowy jest wynikiem przekształcania krajobrazu naturalnego przez grupę lub kilka grup kulturowych i nakładania elementów kulturowych różnego wieku.
Krajobraz kulturowy to przestrzeń przyrodnicza, która znajduje się w sferze oddziaływań człowieka przyjmuje formę kulturową, wyrażoną w postaci krajobrazu kulturowego. Krajobraz ten można rozumieć jako antropogenicznie ukształtowany fragment przestrzeni geograficznej, powstały w wyniku zespolenia oddziaływań środowiskowych i kulturowych, tworzących specyficzną strukturę, objawiającą się regionalną odrębnością, postrzeganą jako swoistą fizjonomię.

## Krajobraz kulturowy w badaniach geograficznych
Podstawowym aspektem badawczym w ramach krajobrazu kulturowego są analizy ewolucji krajobrazu w ujęciu systemowym, strukturalno-dynamicznym i funkcjonalnym oraz historyczno-genetycznym, a także zagadnienia prognozowania zmian w krajobrazie zachodzących pod wpływem działalności człowieka. Dotyczy to m.in. problematyki kulturowych przeobrażeń przestrzeni, ewolucji krajobrazu w ujęciu regionalnym, kulturowych podstaw geografii turyzmu, problematyki waloryzacji oraz metod ochrony krajobrazów poprzemysłowych i poeksploatacyjnych i wiele innych. Krajobraz kulturowy jest ważnym polem badawczych w obrębie teoretycznych podstaw turystyki i ochrony środowiska naturalnego.